# Киикинг

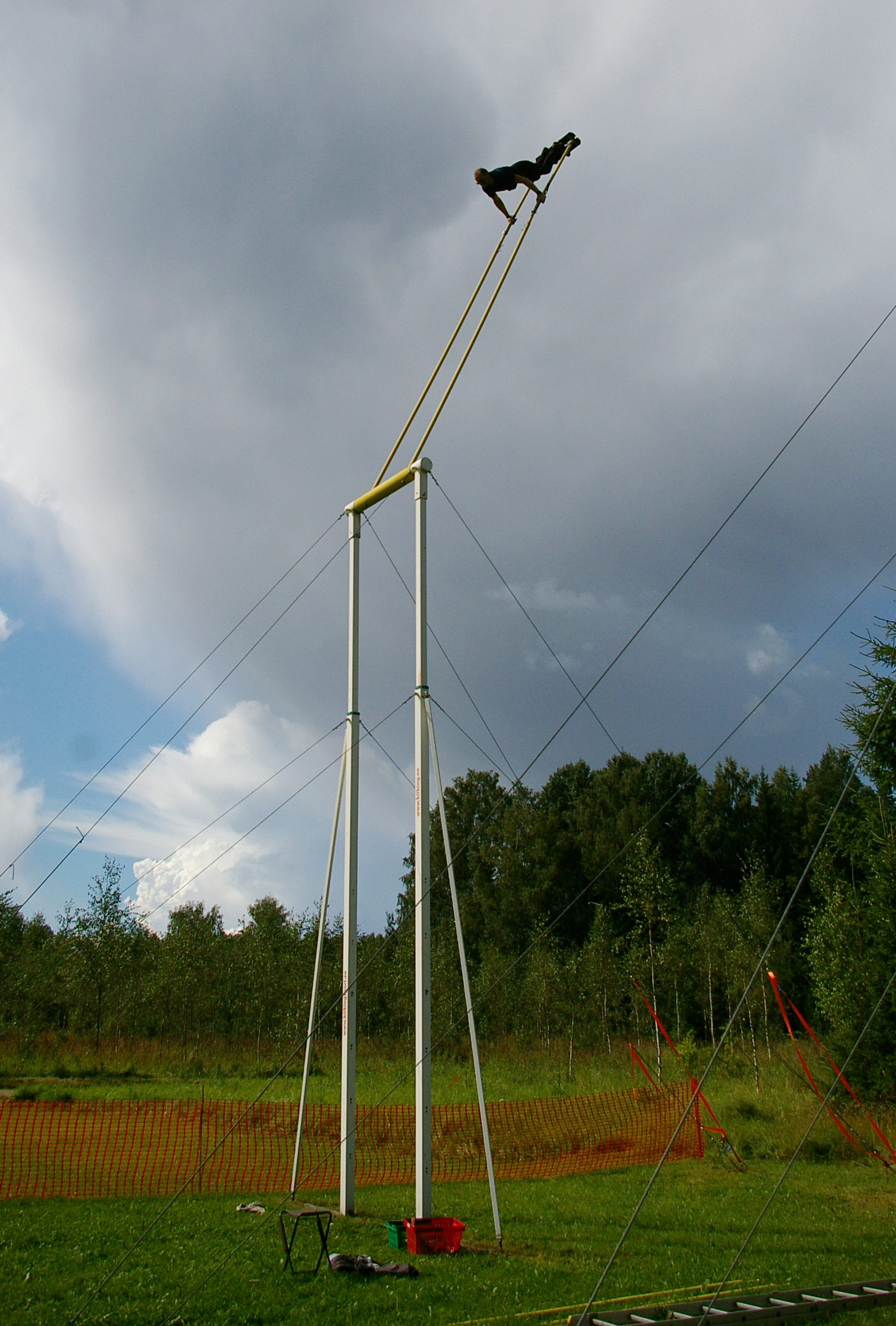

Киикинг — вид спорта и развлечение, появившееся как самостоятельная дисциплина в Эстонии в 1996 году. Слово «kiik» в переводе с эстонского означает «качели», поэтому название самого спорта можно перевести как «качание».
Как таковой киикинг был известен в Эстонии, как считается, ещё с рубежа XIX и XX веков, где на качелях, подобных используемым при киикинге, в отличие от других стран, в этом регионе обычно качались в стоячем положении. Высотой такие качели могли быть до 2,5 м, на них качалось от 4 до 8 человек одновременно. На протяжении многих лет люди пытались качаться на таких качелях «через перекладину», стараясь взять как можно большую высоту, что, однако, было очень рискованным занятием без должного обеспечения безопасности.
В 1996 году в Эстонии были разработаны первые качели для киикинга, которые полностью исключали риск получения травмы из-за падения человека во время качания, с регулируемой высотой перекладины. В 1997 году Адо Коск получил патент на разработанные им качели.
Современные качели для киикинга имеют высоту в 3-8 метров, в основном предназначенные для качания одного человека. Безопасность обеспечивается закреплением рук и ног на качелях специальными ремнями.
Принцип киикинга прост: человек стоит на качелях прямо, когда качели расположены вертикально, затем садится на корточки, чтобы раскачать их. После того как качели раскачиваются, спортсмен снова принимает прямое положение.
Этот вид спорта достаточно утомителен и требует хорошей подготовки, главным образом для ног, потому что основная нагрузка во время совершения человеком круговых оборотов на качелях, что и является задачей в данном виде спорта, приходится именно на них.
Показателем достижения спортсмена является высота качелей, на которых им при качании совершён хотя бы один полный (то есть на 360°) оборот. По состоянию на 2022 год, мировым рекордом является полный оборот, совершённый на высоте 7,43 м.